# Бёрд, Дэнни
Дэнни Бёрд  (англ. Danny Byrd; р. 1979) — известный drum and bass DJ, продюсер и музыкант с Юго-Востока Англии. Его музыка основана на таких стилях как хаус, гэридж, R&B и Old Skool Rave / Jungle Techno. Музыкант подписан и постоянно работает с известным британским лейблом в мире drum and bass музыки Hospital Records.

## История
Дэнни был одним из первых музыкантов которые были подписаны на лейбле Hospital Records в 2000 м году. Его первый сингл на Hospital назывался Do It Again and Changes. Позже в 2000 -м году, в эфире BBC Radio 1 Бёрд представил свой ремикс на London Elektricity's Wishing Well. Ремиксы Денни Бёрда для High Contrast были выпущены на Hospital Records в сборнике «Weapons of Mass Creation» и пользовались огромным успехом.
На данный момент Дэнни очень популярный клубный DJ и благодаря своему плотному гастрольному графику по всему миру заработал себе ещё больший авторитет и популярность на современной драм-н-бейс-сцене.

## Supersized
В 2008 м году Дэнни Бёрд выпустил дебютный студийный альбом «Supersized» который был выпущен лейблом Hospital Records. В него были включены такие треки как Shock Out, Gold Rush with the Brookes Brothers, Weird Science and Red Mist feat I-Kay.
Red Mist VIP в новой версии выпущен на сборнике «Sick Music» и был включен в фильм «Dead Man Running» а также в компьютерные игры Midnight Club LA и DJ Hero.

## Rave Digger
Второй студийный альбом Дэнни Бёрда «Rave Digger» был выпущен в октябре 2010 года.

## Дискография

### Альбомы
| Год  | Альбом                                                                                                 | Позиции в чартах |
| Год  | Альбом                                                                                                 | UK               |
| ---- | --- | ---------------- |
| 2008 | Supersized - Выпуск: Май 26, 2008 - Лейбл: Hospital Records - Формат: CD, digital download, Vinyl      | —                |
| 2010 | Rave Digger - Выпуск: Октябрь 10, 2010 - Лейбл: Hospital Records - Формат: CD, digital download, Vinyl | 68               |

### EP
| Год  | Альбом                                                                                                 |
| ---- | --- |
| 2007 | Medical History - Выпуск: Март 5, 2007 - Лейбл: Hospital Records - Формат: CD, digital download, Vinyl |

### Синглы
| Год  | Сингл                          | Позиция в чартах | Позиция в чартах | Альбом          |
| Год  | Сингл                          | UK               | UK DAN           | Альбом          |
| ---- | ------------------------------ | ---------------- | ---------------- | --------------- |
| 2001 | «Changes / Changed»            | —                | —                | Medical History |
| 2005 | «Soul Function / Junction 18»  | —                | —                | Medical History |
| 2006 | «Dog Hill / Fresh 89»          | —                | —                | Medical History |
| 2006 | «Rise Again / Control Freak»   | —                | —                | Medical History |
| 2006 | «Round & Round / Powderkiller» | —                | —                | Medical History |
| 2008 | «Shockout / Labyrinth»         | —                | —                | Supersized      |
| 2009 | «Red Mist» (feat. IK)          | —                | 1                | Supersized      |
| 2010 | «Sweet Harmony» (feat. Liquid) | 64               | 6                | Rave Digger     |
| 2010 | «Ill Behaviour» (feat. I-Kay)  | 36               | 7                | Rave Digger     |
| 2010 | «We Can Have It All»           | —                | 22               | Rave Digger     |
| 2011 | «Tonight» (feat. Netsky)       | —                | 34               | Rave Digger     |

### Другие релизы
- 1998 — «Manhattan»
- 2000 — «Do It Again / Dub It Again»
- 2000 — «The Strutt / Walk Tall»
- 2002 — «Plastic Surgery 3 Sampler»
- 2007 — «Under the Sea (Taken from 'Weapons of Mass Creation 3')»